# Marbre (métrologie)
Pour les articles homonymes, voir Marbre (homonymie).

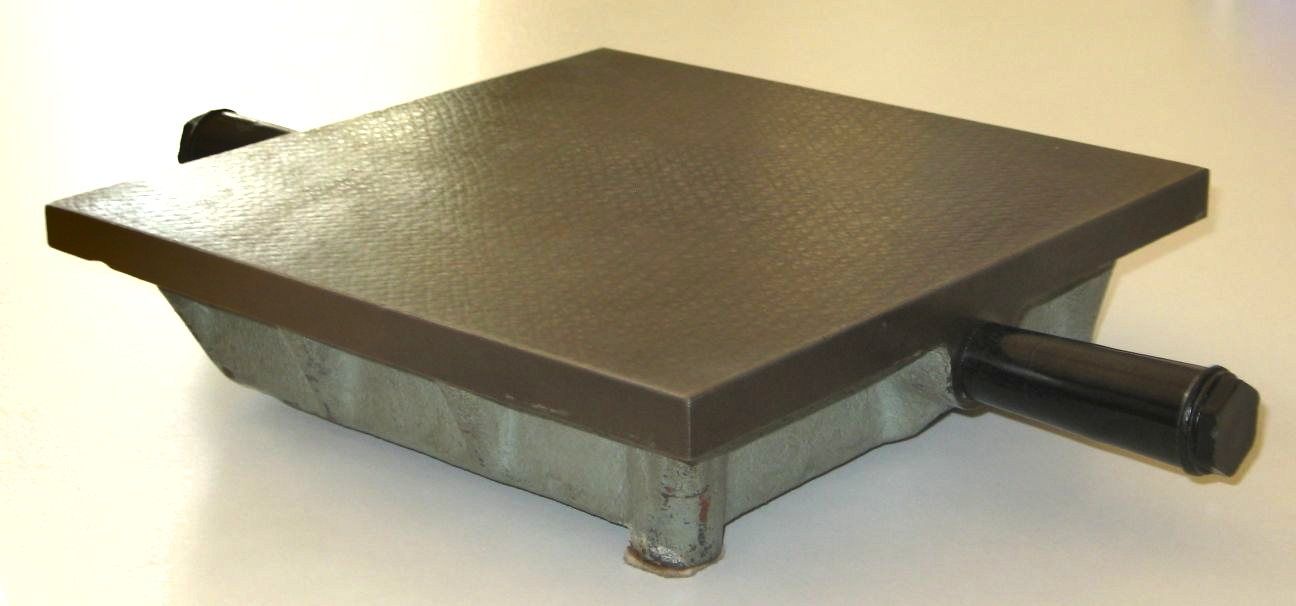

Un marbre est une plaque très plate servant à contrôler la planéité d'autres surfaces. Généralement en fonte ou granite, on peut en fabriquer en frottant trois surfaces plates les unes aux autres tour à tour pour les rendre davantage plates par abrasion, car la seule jonction possible entre ces trois surfaces est un plan (avec seulement deux surfaces, l'une pourrait devenir convexe et l'autre concave) ; c'est donc un des outils fondamentaux de la métrologie.